# Gaomiao (socken i Kina, Henan, lat 34,81, long 111,31)
Gaomiao (kinesiska: 高庙, 高庙乡) är en socken i Kina. Den ligger i provinsen Henan, i den centrala delen av landet, omkring 210 kilometer väster om provinshuvudstaden Zhengzhou. Gaomiao ligger vid sjön Sanmenxia Shuiku.
Genomsnittlig årsnederbörd är 661 millimeter. Den regnigaste månaden är juli, med i genomsnitt 151 mm nederbörd, och den torraste är december, med 3 mm nederbörd.